# آبشار مادهابکوندا
آبشار مادهابکوندا (به بنگالی: মাধবকুন্ড) آبشاری است که در کشور بنگلادش واقع شده‌است و بلندترین ریزشگاه آن ۶۱ متر ارتفاع دارد. حوضهٔ آبریز این آبشار، رود مادهابکوندا است.